# Kadzianka
Kadzianka est un hameau polonais de la voïvodie de Varmie-Mazurie, dans le powiat d'Ostróda.